# Hayle Ibrahimov
Hayle İbrahimov (původním jménem Haile Desta Hagos) (* 18. ledna 1990) je ázerbájdžánský atlet etiopského původu, specializující se na střední a dlouhé tratě běhy, halový mistr Evropy v běhu na 3000 metrů z roku 2013.

## Sportovní kariéra
V 19 letech se stal juniorským mistrem světa v běhu na 5 i 10 kilometrů. Mezi dospělými uspěl poprvé na evropském šampionátu v Barceloně v roce 2010, kde doběhl třetí v závodě na 5000 metrů. Na halovém mistrovství Evropy o rok později s umístil druhý v finále běhu na 3000 metrů. V olympijské sezoně 2012 na světovém halovém šampionátu nepostoupil do finále běhu na 3000 metrů, v olympijském závodě na 5000 metrů doběhl devátý. V roce 2013 se stal halovým mistrem Evropy v běhu na 3000 metrů. Na evropském šampionátu pod širým nebem v následující sezoně doběhl druhý ve finále na 5000 metrů.